# Vlaardingen Centrum (metrostation)
Vlaardingen Centrum is een metrostation in de Nederlandse stad Vlaardingen aan de Parallelweg in de wijk Vettenoordse Polder en wordt bediend door metrolijn B van de Rotterdamse metro.

## Geschiedenis

### NS-station

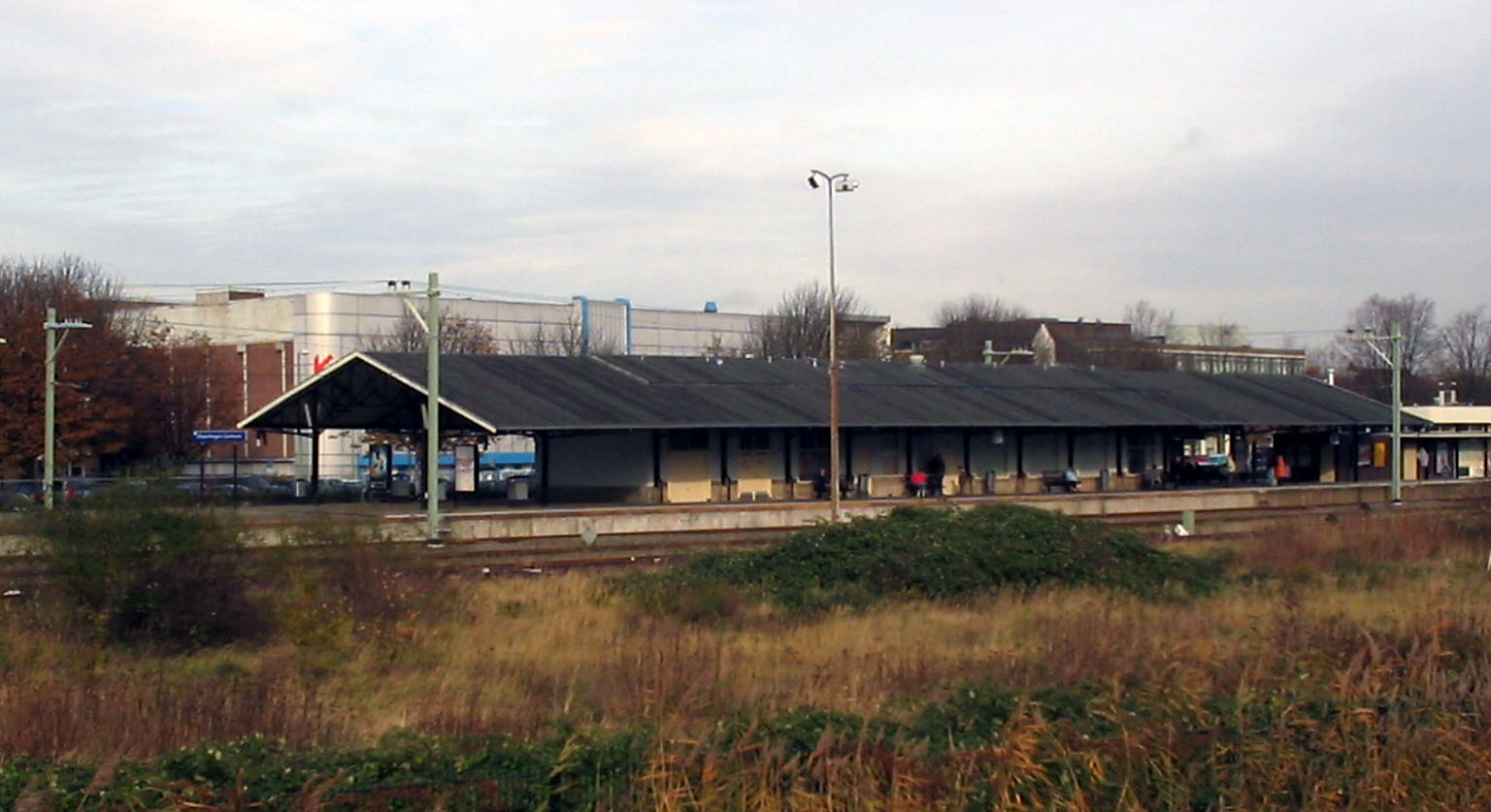
Het tweede stationsgebouw in de tijd dat het nog een treinstation was

Er zijn in de loop der tijd twee stationsgebouwen geweest. Het jongste gebouw is tweemaal ingrijpend verbouwd.
Het oorspronkelijke treinstation lag aan de Hoekse Lijn. Het werd geopend op 17 augustus 1891 en droeg tot 1 juni 1969 de naam Vlaardingen. Het station bevond zich tussen het toenmalige "Prikkenwater" (in 1912 gedempt) en de "Spoorweghaven" of "Spoorhaven" (in 1955 eveneens gedempt).
Het stationsgebouw, dat momenteel nog steeds bestaat, dateert uit 1911. Het verving een stationsgebouw uit 1891, welk daarna werd afgebroken. Het werd in 1969 onder leiding van Cees Douma grondig verbouwd. Het station beschikte vroeger over een rangeerterrein aan de zuidzijde, waar regelmatig goederentreinen van en naar de Vlaardingse industrie gerangeerd werden. Ook was er tot de ombouw naar metrostation een weegbrug aanwezig. Vanuit de Spoorhaven werden goederen overgeladen. Deze haven deed voor de demping al tientallen jaren uitsluitend nog dienst als zwembad.
Tot in de jaren tachtig van de twintigste eeuw bevond zich in het westelijke deel van het station een perron van Van Gend & Loos. Hier werden goederen overgeladen voor zowel transport over het spoor als over de weg. Er waren laadperrons voor vrachtwagens aanwezig. Het terrein was door middel van een hek gescheiden van het deel van het station dat was ingericht voor personenvervoer.

### Verbouwing naar metrostation
Sinds 1 april 2017 rijden er geen NS-treinen meer op de Hoekse Lijn. Het spoor en de stations werden daarna verbouwd. Sinds 30 september 2019 is de lijn in gebruik bij de Rotterdamse metro, die gereden wordt door de RET. Op station Vlaardingen Centrum stopt de Rotterdamse metrolijn B (van Nesselande naar Hoek van Holland Strand).